# Faanui (marae)
Pour les articles homonymes, voir Faanui.

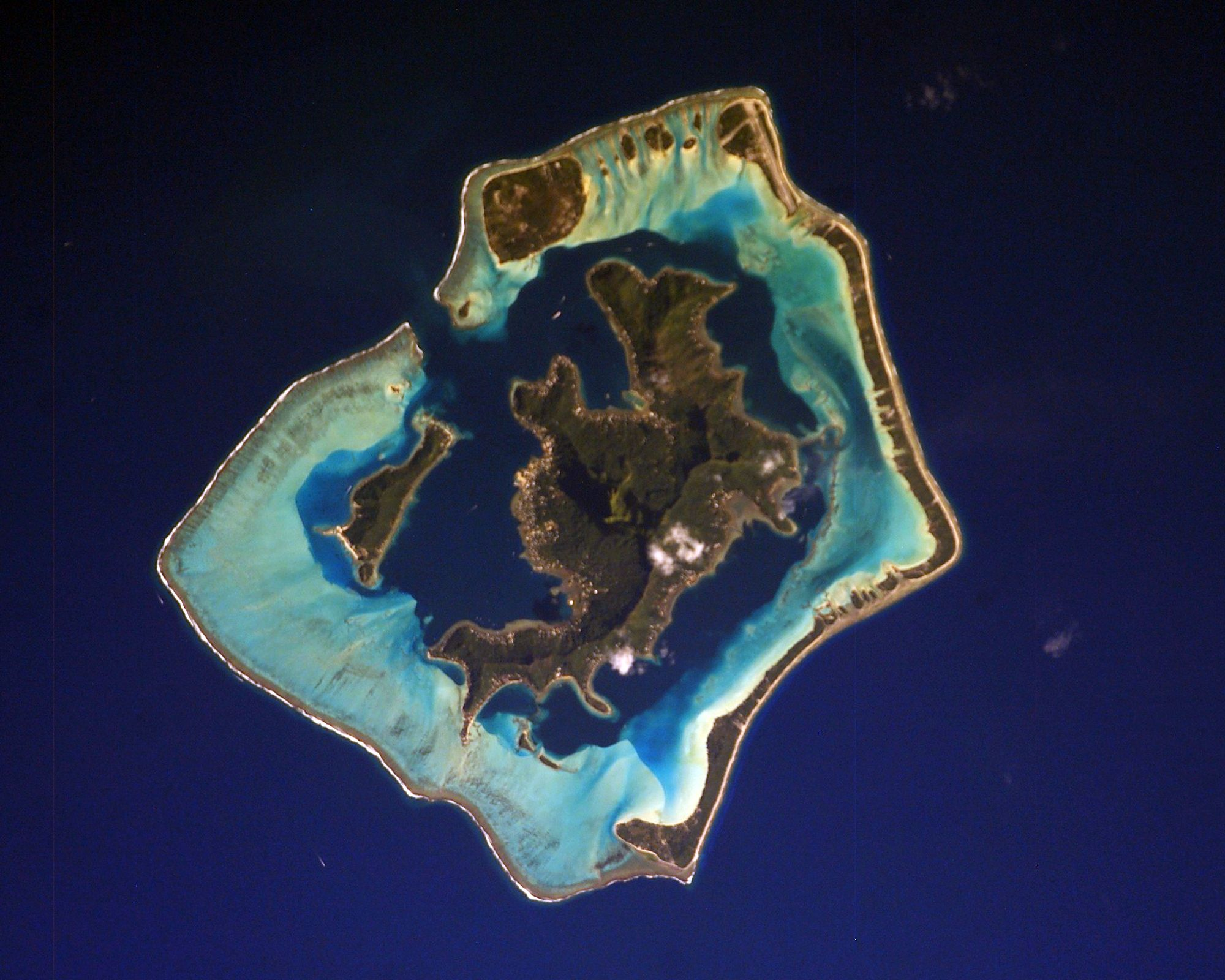
Faanui est un marae royal édifié par Teriimarotea, à Vavau (Bora-Bora)

Faanui est un marae royal édifié par Teriimarotea, à Vavau (Bora-Bora) appelé aussi Vaiotaha.